# Championnat de France de rugby à XV de 2e division fédérale 2019-2020
Navigation
Fédérale 2 2018-2019 Fédérale 2 2020-2021
Cette page présente la saison 2019-2020 de Fédérale 2 dont les phases de poule débutent le 8 septembre 2019 pour se terminer le 21 avril 2020.
La saison est marquée par une suspension du championnat à partir de mi-mars, puis une annulation, après le début de la propagation de la pandémie de Covid-19 en France.

## Règlement

### Participants
Pour la saison 2019-2020, 96 associations sont invitées à participer au Championnat de France de 2e division fédérale : 
- 6 associations rétrogradées de 1re division fédérale à l'issue de la saison 2018-2019;
- 74 associations ayant évolué en 2e division fédérale lors de la saison 2018-2019 ;
- 16 équipes promues de 3e division fédérale à l’issue de la saison 2018-2019.

### Règlement initial
Les 96 associations sont réparties en 8 poules géographiques de 12 équipes. Les équipes de chaque poule se rencontrent en matches « Aller » et « Retour ». Le calcul des “points terrain” s’effectue selon les dispositions prévues à l’article 341.1.1 des Règlements Généraux de la F.F.R.
À la fin de la phase qualificative :
- Les 1er et 2e de poule sont qualifiés directement pour les 1/16e de finale en match aller/retour.
- Les 3e, 4e, 5e et 6e de poule disputent un tour de barrages, en match à élimination directe sur le terrain du mieux classé à l’issue de la phase qualificative. Les vainqueurs sont qualifiés pour les 1/16e de finale.
- Les 11e et 12e de chaque poule sont relégués en Fédérale 3 pour la saison 2020-2021.

- Les matchs Aller des 1/16e de finale et des 1/8e de finale auront lieu sur les terrains des associations les moins bien classées à l'issue de la phase qualificative, par application des articles 340 et 343 des Règlements Généraux de la F.F.R.
- Les quarts de finale, demi-finales et finale se dérouleront en match éliminatoire direct sur terrain neutre.
- Le vainqueur de la finale est déclaré « Champion de France de 2e Division Fédérale ».
- Les associations vainqueurs des 1/8e de finale accèdent à la Fédérale 1 pour la saison 2020-2021.

### Modification du règlement
En raison du prolongement de la période de confinement, la FFR décide, le 27 mars 2020, d'arrêter définitivement les championnats amateurs à tous niveaux, pour la saison en cours.
« Le 3 avril 2020, le Bureau fédéral décide d'une adaptation nécessaire du format des compétitions fédérales, conséquence des principes suivants :
- Pas de relégations sportives pour la saison 2019-2020.
- Établissement des classements nationaux 2019-2020 pour chaque compétition, bâtis sur les résultats sportifs obtenus à l'issue des phases qualificatives, avec un recours aux péréquations nécessaires en application des règlements généraux de la FFR.
- Des montées réservées aux meilleurs de poule en 2e et 3e division fédérale afin de pas faire de cette saison une saison morte, en permettant aux meilleurs d'une division de pouvoir concrétiser leurs projets de montée.
- La validation de la montée de 24 à 27 clubs des divisions Honneur des Ligues régionales en Fédérale 3.
- La possibilité donnée à tous les clubs qui le souhaiteraient, de renoncer à leur droit acquis de se maintenir sportivement, sans être sanctionnés ; et dans ce cas, un système de remplacement en cas de places « disponibles » basé sur le classement national de la compétition à l’issue des phases qualificatives 2019-2020.
- Pour les compétitions territoriales, la FFR demande à ses Ligues régionales d’appliquer les montées et descentes des équipes en fonction de leur classement arrêtés au 15 mars et après avoir appliqué la péréquation. Un accompagnement sera mis en place par la FFR pour les ligues mais tous les clubs auront donc la possibilité de monter à l’échelon supérieur en fonction de leur mérite sportif. »[3],[4].

## Saison régulière

### Poule 1
| \| Beauvais RC C' Chartres Rugby Le Havre AC Olympique marcquois RC Orléans SC Le Rheu \| |
| Beauvais RC C' Chartres Rugby Le Havre AC Olympique marcquois RC Orléans SC Le Rheu       |

| \| RC Courbevoie CSM Gennevilliers Paris UC Plaisir RC Saint-Denis US AAS Sarcelles \| |
| RC Courbevoie CSM Gennevilliers Paris UC Plaisir RC Saint-Denis US AAS Sarcelles       |

| Ville(s)        | Club                         |
| --------------- | ---------------------------- |
| Beauvais        | Beauvais RC                  |
| Chartres        | C' Chartres Rugby            |
| Courbevoie      | RC Courbevoie (P)            |
| Gennevilliers   | CSM Gennevilliers            |
| Le Havre        | Le Havre athletic club rugby |
| Marcq-en-Barœul | Olympique marcquois rugby    |
| Orléans         | Rugby club Orléans           |
| Paris           | Paris UC (PUC)               |
| Plaisir         | Plaisir rugby club           |
| Le Rheu         | SC Le Rheu                   |
| Saint-Denis     | Saint-Denis US (P)           |
| Sarcelles       | AAS Sarcelles (P)            |

- : Promu en 1re division fédérale 2020-2021[5]
- : Pas de relégation, sauf sur demande du club, en 3e division fédérale 2020-2021[3]

Classements finals. En raison du prolongement de la période de confinement à la suite de la pandémie de Covid-19 la FFR décide, le 27 mars 2020, d’arrêter définitivement les championnats amateurs à tous niveaux, pour la saison en cours.
On trouvera le nombre de nombre de points définitif après application, par la FFR, de la péréquation, et entre parenthèses le nombre de point « terrain » obtenu à la 17e journée.
1. - Olympique marcquois rugby 97pts (74pts)
2. - Beauvais XV RC 95,58pts (73pts)
3. - Paris UC (PUC) 71,10pts (54pts)
4. - Le Havre athletic club rugby 69,80pts (53pts)
5. - Saint-Denis US 65,90pts (50pts)
6. - C' Chartres Rugby 55,08pts (41pts)
7. - RC Courbevoie (P) 50,22pts (38pts)
8. - AAS Sarcelles (P) 49,70pts (37pts)
9. - Plaisir rugby club 46,50pts (35pts)
10. - CSM Gennevilliers 44,50pts (33pts)
11. - RC Orléans 44,08pts (33pts)
12. - SC Le Rheu 30,25pts (22pts)

### Poule 2
| \| Antony Métro 92 CO Creusot Bourgogne Grand Dole Rugby RC Pays de Meaux US Meyzieu CS Nuiton CA Orsay RC CA Pontarlier UMS Pontault-Combault RC Rillieux US Ris-Orangis Saint-Priest Rugby \| |
| Antony Métro 92 CO Creusot Bourgogne Grand Dole Rugby RC Pays de Meaux US Meyzieu CS Nuiton CA Orsay RC CA Pontarlier UMS Pontault-Combault RC Rillieux US Ris-Orangis Saint-Priest Rugby       |

| Ville(s)            | Club                             |
| ------------------- | -------------------------------- |
| Antony              | Antony Métro 92                  |
| Le Creusot          | Club olympique Creusot Bourgogne |
| Dole                | Grand Dole Rugby                 |
| Meaux               | Rugby Club du Pays de Meaux      |
| Meyzieu             | US Meyzieu                       |
| Nuits-Saint-Georges | CS Nuiton                        |
| Orsay               | CA Orsay Rugby Club              |
| Pontarlier          | CA Pontarlier                    |
| Pontault-Combault   | UMS Pontault-Combault            |
| Rillieux-la-Pape    | RC Rillieux                      |
| Ris-Orangis         | US Ris-Orangis                   |
| Saint-Priest        | Saint-Priest Rugby               |

- : Promu en 1re division fédérale 2020-2021[5]
- : Pas de relégation, sauf sur demande du club, en 3e division fédérale 2020-2021[3]

Classements finals. En raison du prolongement de la période de confinement à la suite de la pandémie de Covid-19 la FFR décide, le 27 mars 2020, d’arrêter définitivement les championnats amateurs à tous niveaux, pour la saison en cours.
On trouvera le nombre de nombre de points définitif après application, par la FFR, de la péréquation, et entre parenthèses le nombre de point « terrain » obtenu à la 17e journée.
1. - CS Nuiton 103,45pts (79pts)
2. - CA Orsay 86,60pts (66pts)
3. - Club olympique Creusot Bourgogne 77,72pts (59pts)
4. - Saint-Priest Rugby 72,40pts (55 pts)
5. - Grand Dole Rugby 72,40pts (55pts)
6. - US Meyzieu 65,36pts (50pts)
7. - UMS Pontault-Combault 48,10pts (37pts)
8. - US Ris-Orangis 46,08pts (35pts)
9. - CA Pontarlier 44,72pts (34pts)
10. - Antony Métro 92 41,35pts (31pts)
11. - RC Rillieux 40,58pts (30pts)
12. - Rugby Club du Pays de Meaux 15,86pts (11pts)

### Poule 3
| \| CS Annonay US Montmélian US Nantua-Port Bièvre Saint Geoirs RC SC Royannais FC Tournon Tain US Vinay SO Voiron US Annecy US Montélimar FC Saint-Claude Saint-Marcellin sports \| |
| CS Annonay US Montmélian US Nantua-Port Bièvre Saint Geoirs RC SC Royannais FC Tournon Tain US Vinay SO Voiron US Annecy US Montélimar FC Saint-Claude Saint-Marcellin sports       |

| Ville(s)                      | Club                            |
| ----------------------------- | ------------------------------- |
| Annecy                        | US Annecy (P)                   |
| Annonay                       | CS Annonay                      |
| Montélimar                    | US Montélimar (P)               |
| Montmélian                    | US Montmélian                   |
| Nantua                        | US Nantua-Port Rugby Haut-Bugey |
| Saint-Étienne-de-Saint-Geoirs | Bièvre Saint-Geoirs RC          |
| Saint-Claude                  | FC Saint-Claude (P)             |
| Saint-Jean-en-Royans          | SC Royannais                    |
| Saint-Marcellin               | Saint-Marcellin sports (P)      |
| Tournon-sur-Rhône             | FC Tournon Tain                 |
| Vinay                         | US Vinay                        |
| Voiron                        | SO Voiron                       |

- : Promu en 1re division fédérale 2020-2021[5]
- : Pas de relégation, sauf sur demande du club, en 3e division fédérale 2020-2021[3]

Classements finals. En raison du prolongement de la période de confinement à la suite de la pandémie de Covid-19 la FFR décide, le 27 mars 2020, d’arrêter définitivement les championnats amateurs à tous niveaux, pour la saison en cours.
On trouvera le nombre de nombre de points définitif après application, par la FFR, de la péréquation, et entre parenthèses le nombre de point « terrain » obtenu à la 17e journée.
1. - SC Royannais 89,20pts (68pts)
2. - US Vinay 86,60pts (66pts)
3. - CS Annonay 80,15pts (61pts)
4. - US Montmélian 65,90pts (50pts)
5. - SO Voiron 64pts (49pts)
6. - FC Tournon Tain 59,45pts (45pts)
7. - Saint-Marcellin sports (P) 55,55pts (42pts)
8. - Bièvre Saint-Geoirs RC 53pts (40pts)
9. - US Nantua 51,58pts (39pts)
10. - US Annecy (P) 44,50pts (33pts)
11. - US Montélimar (P) 38,60pts (28pts)
12. - FC Saint-Claude (P) 22,80pts (19pts)

### Poule 4
| \| RO agathois ES catalane CO Berre XV RO Grasse Avenir gruissanais SC Leucate CM SO millavois JO pradéenne CC CA Saint-Raphaël Fréjus US seynoise RC La Valette Le Revest La Garde Le Pradet RC Tricastin \| |
| RO agathois ES catalane CO Berre XV RO Grasse Avenir gruissanais SC Leucate CM SO millavois JO pradéenne CC CA Saint-Raphaël Fréjus US seynoise RC La Valette Le Revest La Garde Le Pradet RC Tricastin       |

| Ville(s)                                                     | Club                                       |
| ------------------------------------------------------------ | ------------------------------------------ |
| Agde                                                         | Rugby olympique agathois                   |
| Argelès-sur-Mer                                              | Étoile sportive catalane                   |
| Berre-l'Étang                                                | CO Berre XV                                |
| Grasse                                                       | RO Grasse (R)                              |
| Gruissan                                                     | Avenir gruissanais                         |
| Leucate et Roquefort-des-Corbières                           | SC Leucate Corbières Méditerranée XV       |
| Millau                                                       | SO Millau                                  |
| Pierrelatte et Saint-Paul-Trois-Châteaux                     | RC Tricastin                               |
| Prades                                                       | JO Pradéenne Conflent Canigou              |
| Saint-Raphaël et Fréjus                                      | CA Saint-Raphaël Fréjus                    |
| La Seyne-sur-Mer                                             | US seynoise (R)                            |
| La Valette-du-Var, Le Revest-les-Eaux, La Garde et Le Pradet | RC La Valette Le Revest La Garde Le Pradet |

- : Promu en 1re division fédérale 2020-2021[5]
- : Pas de relégation, sauf sur demande du club, en 3e division fédérale 2020-2021[3]

Classements finals. En raison du prolongement de la période de confinement à la suite de la pandémie de Covid-19 la FFR décide, le 27 mars 2020, d’arrêter définitivement les championnats amateurs à tous niveaux, pour la saison en cours.
On trouvera le nombre de nombre de points définitif après application, par la FFR, de la péréquation, et entre parenthèses le nombre de point « terrain » obtenu à la 17e journée.
1. - US seynoise (R) 87,90pts (67pts)
2. - Avenir gruissanais 80,15pts (61pts )
3. - Rugby olympique agathois 75pts (57pts)
4. - CO Berre XV 72,40pts (55pts)
5. - RO Grasse (R) 70,40pts (53pts)
6. - RC La Valette Le Revest La Garde Le Pradet 62,58pts (47pts)
7. - SO Millau 60,75pts (46pts)
8. - SC Leucate Corbières Méditerranée XV 58,15pts (44pts)
9. - CA Saint-Raphaël Fréjus 53pts (40pts)
10. - Jeunesse Olympique Pradéenne Conflent Canigou 43,90pts (33pts)
11. - Étoile sportive catalane 34,85pts (26pts)
12. - RC Tricastin 32,25pts (24pts)

### Poule 5
| \| Cahors rugby Lévézou SA XV RO Castelnaudary XV CA Castelsarrasin Avenir Valencien UA Gaillac SC Rieumois RC Saint-Sulpice XV FC TOAC TOEC Balma olympique AS Layrac FC villefranchois \| |
| Cahors rugby Lévézou SA XV RO Castelnaudary XV CA Castelsarrasin Avenir Valencien UA Gaillac SC Rieumois RC Saint-Sulpice XV FC TOAC TOEC Balma olympique AS Layrac FC villefranchois       |

| Ville(s)                                        | Club                            |
| ----------------------------------------------- | ------------------------------- |
| Balma                                           | Balma olympique rugby club      |
| Cahors                                          | Cahors rugby                    |
| Cassagnes-Bégonhès, Réquista et Luc-la-Primaube | Lévézou Ségala Aveyron XV       |
| Castelnaudary                                   | RO Castelnaudary XV             |
| Castelsarrasin                                  | CA Castelsarrasin               |
| Layrac                                          | AS Layrac                       |
| Gaillac                                         | UA Gaillac                      |
| Rieumes                                         | SC Rieumois                     |
| Saint-Sulpice-la-Pointe                         | Rugby club Saint-Sulpice XV (P) |
| Toulouse                                        | FC TOAC TOEC Rugby              |
| Valence d'Agen                                  | Avenir valencien (R)            |
| Villefranche-de-Lauragais                       | FC Villefranche                 |

- : Promu en 1re division fédérale 2020-2021[5]
- : Pas de relégation, sauf sur demande du club, en 3e division fédérale 2020-2021[3]

Classements finals. En raison du prolongement de la période de confinement à la suite de la pandémie de Covid-19 la FFR décide, le 27 mars 2020, d’arrêter définitivement les championnats amateurs à tous niveaux, pour la saison en cours.
On trouvera le nombre de nombre de points définitif après application, par la FFR, de la péréquation, et entre parenthèses le nombre de point « terrain » obtenu à la 17e journée.
1. - CA Castelsarrasin 84,58pts (64pts)
2. - Avenir valencien (R) 81,86pts (62pts)
3. - FC TOAC TOEC Rugby 76,25pts (58pts)
4. - UA Gaillac 76,25pts (58pts)
5. - SC Rieumois 75pts (57pts)
6. - AS Layrac 70,10pts (54pts)
7. - Balma olympique rugby club 58,15pts (44pts)
8. - Rugby club Saint-Sulpice XV (P) 56,85pts (43pts)
9. - FC Villefranche 46,08pts (35pts)
10. - Cahors rugby 40,58pts (30pts)
11. - Lévézou Ségala Aveyron XV 33,55pts (25pts)
12. - RO Castelnaudary XV 29,70pts (22pts)

### Poule 6
| \| EAB XV RC Auch US L'Isle-Jourdain Lombez Samatan FC Lourdes Saint-Girons SCC Aramits Asasp SA Hagetmau US Orthez US Morlaàs US Coarraze Nay \| |
| EAB XV RC Auch US L'Isle-Jourdain Lombez Samatan FC Lourdes Saint-Girons SCC Aramits Asasp SA Hagetmau US Orthez US Morlaàs US Coarraze Nay       |

| Ville(s)                                | Club                           |
| --------------------------------------- | ------------------------------ |
| Aramits et Asasp-Arros                  | Entente Aramits Asasp          |
| Auch                                    | Rugby club Auch (P)            |
| Coarraze et Nay                         | US Coarraze Nay                |
| Hagetmau                                | SA Hagetmau                    |
| L'Isle-Jourdain                         | US L'Isle-Jourdain             |
| Lombez et Samatan                       | Lombez Samatan club            |
| Lourdes                                 | FC Lourdes                     |
| Miélan, Mirande et Rabastens-de-Bigorre | Entente Astarac Bigorre XV     |
| Morlaàs                                 | US Morlaàs                     |
| Orthez                                  | US Orthez                      |
| Saint-Girons                            | Saint-Girons sporting club (P) |
| Saint-Jean-Pied-de-Port                 | Union sportive Nafarroa (R)    |

- : Promu en 1re division fédérale 2020-2021[5]
- : Pas de relégation, sauf sur demande du club, en 3e division fédérale 2020-2021[3]

Classements finals. En raison du prolongement de la période de confinement à la suite de la pandémie de Covid-19 la FFR décide, le 27 mars 2020, d’arrêter définitivement les championnats amateurs à tous niveaux, pour la saison en cours.
On trouvera le nombre de nombre de points définitif après application, par la FFR, de la péréquation, et entre parenthèses le nombre de point « terrain » obtenu à la 17e journée.
1. - Rugby club Auch (P) 94,22pts (72pts)
2. - Lombez Samatan club 90,50pts (69pts)
3. - Union sportive Nafarroa 76,36pts (R) (58pts)
4. - US Coarraze Nay 72,40pts (55pts)
5. - Saint-Girons sporting club (P) 71,10pts (54pts)
6. - Entente Aramits Asasp 58,15pts (44pts)
7. - Entente Astarac Bigorre XV 56,85pts (43pts)
8. - US Morlaàs 55,72pts (42pts)
9. - US L'Isle-Jourdain 51,70pts (39pts)
10. - US Orthez 50,40pts (38pts)
11. - SA Hagetmau 46,50pts (35pts)
12. - FC Lourdes 6,08pts (5pts)

### Poule 7
| \| Boucau Tarnos CM Floirac Stade hendayais CA Lormont Peyrehorade Saint-Paul sports rugby US Salles Saint-Médard RC Stade langonnais UA Gujan-Mestras AS soustonnaise SC surgèrien \| |
| Boucau Tarnos CM Floirac Stade hendayais CA Lormont Peyrehorade Saint-Paul sports rugby US Salles Saint-Médard RC Stade langonnais UA Gujan-Mestras AS soustonnaise SC surgèrien       |

| Ville(s)               | Club                      |
| ---------------------- | ------------------------- |
| Boucau et Tarnos       | Boucau Tarnos stade       |
| Floirac                | Club municipal de Floirac |
| Gujan-Mestras          | UA Gujan-Mestras (P)      |
| Hendaye                | Stade hendayais           |
| Langon                 | Stade langonnais (R)      |
| Lormont                | CA Lormont                |
| Peyrehorade            | Peyrehorade sports rugby  |
| Saint-Médard-en-Jalles | Saint-Médard RC (R)       |
| Saint-Paul-lès-Dax     | Saint-Paul sports rugby   |
| Soustons               | AS soustonnaise (P)       |
| Surgères               | SC surgèrien (P)          |
| Salles                 | US Salles                 |

- : Promu en 1re division fédérale 2020-2021[5]
- : Pas de relégation, sauf sur demande du club, en 3e division fédérale 2020-2021[3]

Classements finals. En raison du prolongement de la période de confinement à la suite de la pandémie de Covid-19 la FFR décide, le 27 mars 2020, d’arrêter définitivement les championnats amateurs à tous niveaux, pour la saison en cours.
On trouvera le nombre de nombre de points définitif après application, par la FFR, de la péréquation, et entre parenthèses le nombre de point « terrain » obtenu à la 17e journée.
1. - Stade langonnais (R) 89,20pts (68pts)
2. - Club municipal de Floirac 85,35pts (65pts)
3. - Peyrehorade sports rugby (P) 77,55pts (59pts)
4. - US Salles 76,25pts (58pts)
5. - SC surgèrien (P) 66,72pts (51pts)
6. - Boucau Tarnos stade 65,90pts (50pts)
7. - CA Lormont 58,82pts (45pts)
8. - AS soustonnaise (P) 57,08pts (43pts)
9. - Saint-Paul sports rugby 46,08pts (35pts)
10. - Saint-Médard RC (R) 42,60pts (32pts)
11. - UA Gujan-Mestras (P) 36,22pts (29pts)
12. - Stade hendayais 31pts (23pts)

### Poule 8
| \| RC Arpajon Veinazès Stade belvesois RC Clermont Cournon JA Isle Limoges rugby Malemort XV CA Périgueux AS Saint-Junien RC Pays de Saint-Yrieix CA sarladais SC Tulle Corrèze RC Vichy \| |
| RC Arpajon Veinazès Stade belvesois RC Clermont Cournon JA Isle Limoges rugby Malemort XV CA Périgueux AS Saint-Junien RC Pays de Saint-Yrieix CA sarladais SC Tulle Corrèze RC Vichy       |

| Ville(s)               | Club                                       |
| ---------------------- | ------------------------------------------ |
| Arpajon-sur-Cère       | RC Arpajon Veinazès (P)                    |
| Belvès                 | Stade belvesois (P)                        |
| Cournon-d'Auvergne     | RC Clermont Cournon-d'Auvergne             |
| Isle-sur-Vienne        | JA Isle                                    |
| Limoges                | Limoges rugby                              |
| Malemort-sur-Corrèze   | Entente vigilante Malemort Brive olympique |
| Périgueux              | CA Périgueux                               |
| Saint-Junien           | AS Saint-Junien                            |
| Saint-Yrieix-la-Perche | RC du Pays de Saint-Yrieix                 |
| Sarlat-la-Canéda       | CA sarladais Périgord noir (P)             |
| Tulle                  | Sporting club tulliste Corrèze             |
| Vichy                  | RC Vichy                                   |

- : Promu en 1re division fédérale 2020-2021[5]
- : Pas de relégation, sauf sur demande du club, en 3e division fédérale 2020-2021[3]

Classements finals. En raison du prolongement de la période de confinement à la suite de la pandémie de Covid-19 la FFR décide, le 27 mars 2020, d’arrêter définitivement les championnats amateurs à tous niveaux, pour la saison en cours.
On trouvera le nombre de nombre de points définitif après application, par la FFR, de la péréquation, et entre parenthèses le nombre de point « terrain » obtenu à la 17e journée
1. - Limoges rugby 94,40pts (72pts)
2. - CA Périgueux 90,50pts (69pts)
3. - RC Vichy 82,7 pts (63pts)
4. - EV Malemort Brive olympique 77,55pts (59pts)
5. - SC Tulle 64,60pts (49pts)
6. - Stade belvesois (P) 60,75pts (46pts)
7. - RC du Pays de Saint-Yrieix 54,25pts (41pts)
8. - CA Sarlat (P) 54,25pts (41pts)
9. - RC Clermont Cournon-d'Auvergne 51,70pts (39pts)
10. - RC Arpajon Veinazès (P) 43,90pts (33pts)
11. - AS Saint-Junien 34,15pts (25pts)
12. - JA Isle 23,80pts (17pts)

## Phases finales
En raison du prolongement de la période de confinement à la suite de la pandémie de Covid-19 en France la FFR décide, le 27 mars 2020, d'arrêter définitivement les championnats amateurs à tous niveaux, pour la saison en cours. Le titre n'est donc pas décerné.

## Pour la saison 2020-2021
Pour la saison 2020-2021, 336 clubs évolueront dans les divisions fédérales. Une nouvelle compétition est créée, la Nationale, entre la deuxième division professionnelle et la première division fédérale.
- Nationale : 14 clubs volontaires de Fédérale 1 intègrent la nouvelle compétition pour la saison 2020-2021.
- Fédérale 1 : Les autres clubs maintenus seront rejoints par 14 clubs de 2e division fédérale, sur la base du classement national 2019-2020, soit 45 clubs répartis en 4 poules de 11 ou 12 clubs.
- Fédérale 2 : Les 84 clubs maintenus sont rejoints par les 12 accessions de 3e division fédérale pour un maintien du format à 96 clubs, soit 8 poules de 12 équipes.
- Fédérale 3 : 156 clubs maintenus rejoints par 24 à 27 accessions d'Honneur (nombre déterminé en fonction des renoncements des clubs maintenus en Fédérale 3) pour un format à 180 clubs, soit 15 poules de 12 équipes. En cas de places supplémentaires, les remplacements seront attribués selon un principe géographique, ligue par ligue, au regard des classements généraux[3],[4].